# 빌헬름 비르팅거
빌헬름 비르팅거(독일어: Wilhelm Wirtinger, 1865년 7월 15일 ~ 1945년 1월 15일)는 오스트리아의 수학자이다. 복소해석학 · 리 군 이론 · 매듭 이론에 공헌하였다.

## 생애
1865년 7월 15일 오스트리아 니더외스터라이히주 입스안데르도나우(독일어: Ybbs an der Donau)에서 태어났다. 빈 대학교에서 공부하였고, 1887년에 박사 학위를 수여받았다. 이후 펠릭스 클라인 밑에서 베를린 훔볼트 대학교와 괴팅겐 대학교에서 공부하였으며, 1890년에 하빌리타치온을 수여받았다.
1895년에 빈 대학교의 교수가 되었다. 같은 해에 인스브루크 대학교로 옮겼으나, 1905년에 다시 빈 대학교로 복귀하였다. 1907년에 왕립 학회의 실베스터 메달을 수여받았다.
1945년 1월 15일 입스안데르도나우에서 사망하였다.

## 같이 보기
- 비르팅거 부등식 (2-형식)

## 참고 문헌
- Hornich, Hans (1948). “Wilhelm Wirtinger”. 《Monatshefte für Mathematik》 (독일어) 52 (1): 1–12. doi:10.1007/BF01320497. MR 0024394. Zbl 0030.10102.